# Дьявольские палочки

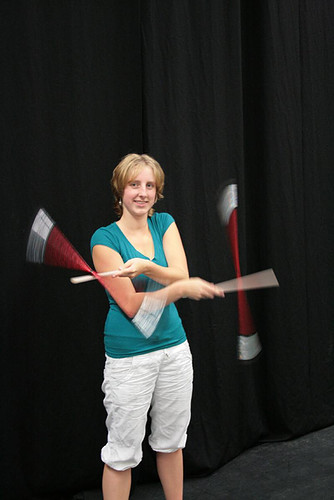
Пара палок

Дьявольские палочки, девилстик (англ. Devil Sticks) — объект гироскопического жонглирования, нередко считающийся одним из видов циркового искусства.

## Название
Существует множество вариантов их названий, однако наиболее распространённым является именно «дьявольские палочки», причём слово «дьявольский», возможно, является искажением от греческого di bolo — бросок через.

## История
Точное происхождение дьявольских палочек неизвестно, но их аналоги были обнаружены во многих культурах, в том числе очень древних.

## Описание

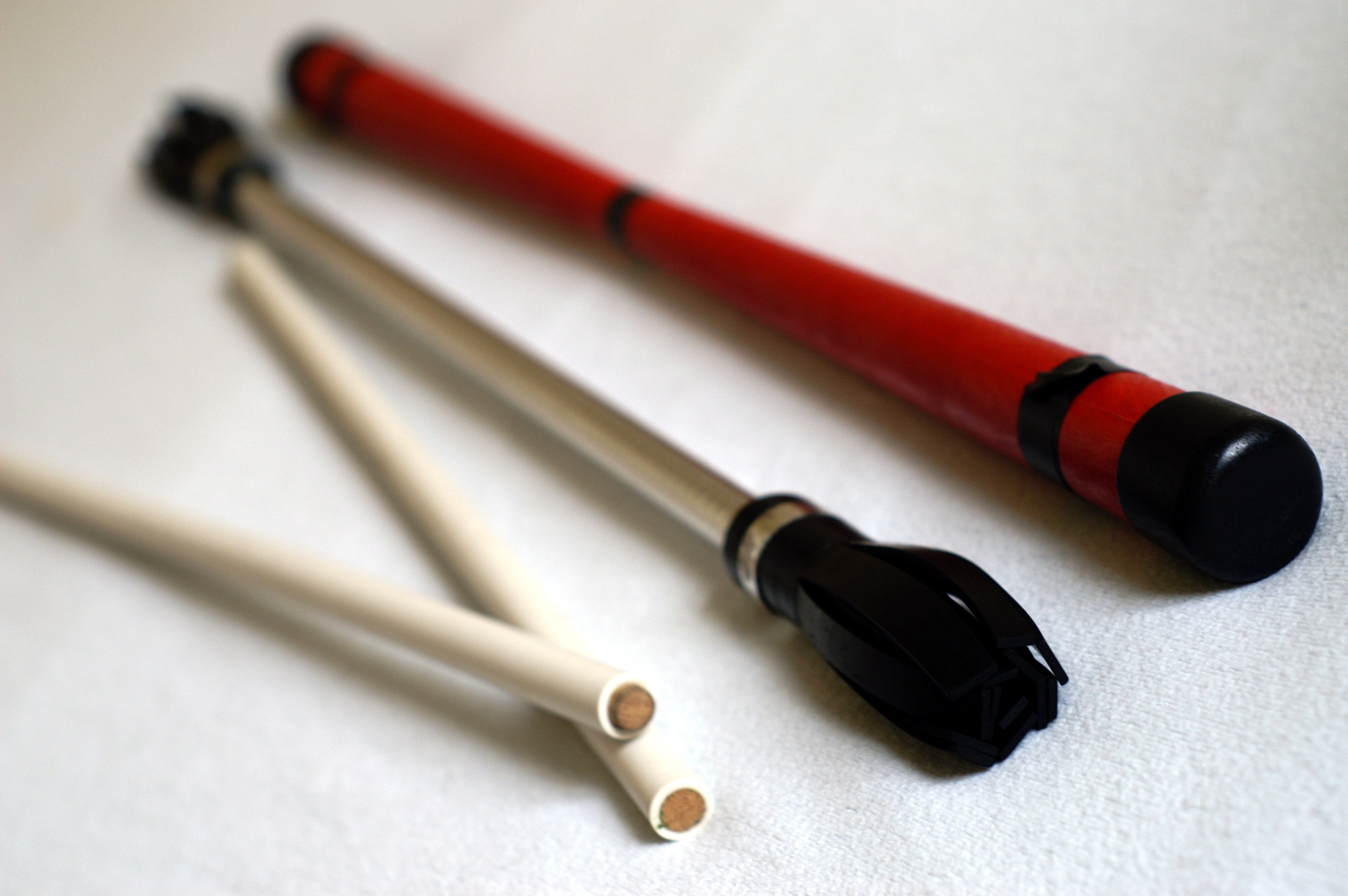
Девилстик (справа), флаверстик (в центре), контролирующие палочки поменьше (слева)

«Дьявольские палочки» включают в себя одну палку длиной обычно 70 сантиметров (девилстик) и две палки поменьше длиной около 30 сантиметров (control sticks, управляющие палочки), предназначенные для «управления» большой палкой (которые держат в руках) и покрытые специальным материалом, который даёт возможность большой палке плотно сцепляться с маленькими. Сам девилстик представляет из себя палку узкую по центру и слегка расширяющуюся к концам.
Популярной разновидностью девилстика является флаверстик (англ. flowerstick от flower — цветок). Флаверстик имеет одинаковую толщину по всей длине, а на концах расположены кисточки, которые похожи на бутоны. За счёт этих кисточек скорость вращения флаверстика ниже чем у девилстика, что удобно, особенно при обучении этому виду манипуляций. Также за кисточки можно зацепляться управляющими палочками, что увеличивает количество возможных трюков, по сравнению с девилстиком.
Несмотря на реальное количество, набор дьявольских палок обычно называется «парой палок».
Простейшие упражнения подразумевают перекидывание большой палки с одной маленькой на другую и перекидывание большой палки с одного конца маленькой на другой вверх-вниз. Более сложные — вращение большой палки по краям маленькой в горизонтальном положении и полноценное жонглирование, когда большая палка сначала подбрасывается в воздух с одной маленькой палки, а затем ловится другой маленькой. Если длина девилстика позволяет, можно исполнять трюки контактного стаффа, а при достаточной фантазии и умении можно заимствовать трюки из жонглирования булавами, манипуляций дабл-стаффов и изостиков.
Существует также и огненная разновидность дьявольских палочек используемая в огненном шоу. В этом случае на концах вместо кисточек располагаются фитили, а сама палочка сделана из металлической трубки покрытой не скользящим покрытием лишь отчасти.